# Hòa Bình (provincie)
Hòa Bình, uitspraak: [hwɐː21 ɓiɲ21]) is een provincie van Vietnam. De hoofdstad van de provoncie is Hòa Bình.

## Districten
Da Bac, Mai Chau, Ky Son, Cao Phong, Luong Son, Kim Bôi, Tan Lac, Lac Son, Lac Thuy en Yen Thuy